# 烏克魯爾縣
乌克鲁尔县（Ukhrul district）是印度的一個縣，位於該國東北部，由曼尼普爾邦負責管轄，面積4,547平方公里，識字率為81.87%，2011年人口183,115，人口密度每平方公里40人。

## 外部連結
- Ukhrul District of Manipur （页面存档备份，存于）
- Ukhrul, India Page （页面存档备份，存于） at Falling Rain Genomics